# Parapotamon grahami
Parapotamon grahami är en kräftdjursart. Parapotamon grahami ingår i släktet Parapotamon och familjen Potamidae. Inga underarter finns listade i Catalogue of Life.